# Muzeum moderního umění
Muzeum moderního umění (Nederlands: Museum voor moderne kunst) is een Tsjechisch museum in Olomouc. Het museum maakt onderdeel uit van het Muzeum umění Olomouc (Kunstmuseum Olomouc) naast het tevens in Olomouc gevestigde Arcidiecézní muzeum Olomouc en het zich in Kroměříž bevindende Arcidiecézní muzeum Kroměříž. Het museum is gericht op kunst vanaf het begin van de 20e eeuw tot en met nu en heeft één vaste expositie: Století relativity.
Muzeum moderního umění is gevestigd aan het Naměstí Republiky (het Plein van de Republiek) waaraan ook het Vlastivědné muzeum v Olomouci zich bevindt.